# Nobody
Nobody – pierwszy singiel Kasi Kowalskiej promujący jej album 5.
(muz. Adam Abramek / Paweł Sot / sł. Kasia Kowalska)

## Lista utworów
- "Radio edit" //4:40
- "Karaoke edit" //4:39

## Twórcy
- Maciej Gładysz - gitary
- Wojtek Pilichowski - gitara basowa
- Aleksander Woźniak - instrumenty klawiszowe, loopy, programowanie

- Produkcja muzyczna - Adam Abramek
- Realizacja - Aleksander Woźniak - A & S Project Studio
- Mix - Leszek Kamiński - Studio S-4
- Mastering - Peter Siedlaczek, Frankfurt

## Listy przebojów
| Notowania                          | pozycja |
| ---------------------------------- | ------- |
| Lista Przebojów Programu Trzeciego | 4       |
| Szczecińska Lista Przebojów        | 6       |